# Hydrogenolyse
Hydrogenolyse is een methode om een enkelvoudige binding te splitsen door additie van waterstofgas. De binding kan zowel een koolstof-koolstofbinding als van een koolstof- met een heteroatoom zijn. De reactie verloopt katalytisch volgens het reactieschema:
{\displaystyle \mathrm {R^{1}{-}R^{2}\ +\ H_{2}\longrightarrow \ R^{1}{-}H\ +\ R^{2}{-}H} }
{\displaystyle \mathrm {R{-}X\ +\ H_{2}\ \longrightarrow \ R{-}H\ +\ H{-}X} }
Als katalysatoren kunnen palladium op koolstof, platina op koolstof, raneynikkel, koperchromiet of chroom(III)fluoride worden aangewend. Het wordt in het geval van koperchromiet een Adkins-katalysator genoemd.
De hydrogenolyse wordt aangewend bij het afsplitsen van verschillende beschermende groepen in de organische chemie:
- De benzyloxycarbonylgroep, beschermende groep voor amines
- Verschillende ethers, waaronder de benzylether, de paramethoxybenzylether, de paramethoxymethylfenylether en de trifenylmethylether, beschermende groepen voor alcoholen

Als zodanig wordt het vaak gebruikt in de peptidesynthese. Het kent daarnaast ook toepassingen bij de ontzwaveling van aardoliefracties en bij het reductief verwijderen van halogenen uit halogeenalkanen.
Bij hydrogenering wordt een onverzadigde verbinding door additie van waterstofgas in een verzadigde verbinding omgezet, bijvoorbeeld een dubbele koolstofbinding in een verzadigde koolstofbinding.